# Acantholycosa norvegica
Acantholycosa norvegica is een spinnensoort in de taxonomische indeling van de wolfspinnen (Lycosidae).
Het dier behoort tot het geslacht Acantholycosa. De wetenschappelijke naam van de soort werd voor het eerst geldig gepubliceerd in 1872 door Tord Tamerlan Teodor Thorell.